# Haag in Oberbayern
Haag in Oberbayern är en köping (Markt) i Landkreis Mühldorf am Inn i Regierungsbezirk Oberbayern i förbundslandet Bayern i Tyskland. Folkmängden uppgår till cirka 7 000 invånare, på en yta av 20 kvadratkilometer.